# Сельский округ Тасты
Се́льский о́круг Тасты́ (каз. Арайлы ауылдық округі) — административная единица в составе Целиноградского района Акмолинской области Республики Казахстан.
Административный центр — аул Тасты.

## География
Административно-территориальное образование расположено в северо-западной части района, граничит:
- на севере с Шортандинским районом,
- на востоке с Арайлынским сельским оркугом,
- на юге с сельским округом Родина,
- на западе с Астраханским районом.

Сельский округ расположен на казахском мелкосопочнике. Рельеф местности в основном представляет собой сплошную равнину с незначительными перепадами высот; средняя высота округа — около 330 метров над уровнем моря.
Гидрографическая сеть округа представлена рекой Ишим — которая образует южные границы округа.
Климат холодно-умеренный, с хорошей влажностью. Среднегодовая температура воздуха отрицательная и составляет около −4,2°С. Среднемесячная температура воздуха в июле достигает +20,5°С. Среднемесячная температура января составляет около −14,5°С. Среднегодовое количество осадков составляет около 390 мм. Основная часть осадков выпадает в период с июня по июль.
Через территорию сельского округа с запада на восток проходит около 15 километров автодороги республиканского значения — М-36 «Граница РФ (на Екатеринбург) — Алматы; через Костанай, Нур-Султан, Караганда».
В северной части округа проходит с запада на восток проходит около 20 километров Южносибирской железнодорожной магистрали. Имеется станция.

## История
Нынешний сельский округ образовался в периоде 1991—1998 годов как Луговский сельсовет из 4 населённых пунктов: сёла Луговое, Покровка — из Приозёрного сельсовета; станция Тайнак, Разъезд 93 — из Косчекинского сельсовета.
В 1999 году село Покровка было переименовано в село Акмечеть; Разъезд 93 был упразднен.
В 2010 году Луговский сельский округ и село Луговое были переименованы в сельский округ Тасты и село Тасты соответственно.

## Население
| Численность населения | Численность населения |
| 1999                  | 2009                  |
| --------------------- | --------------------- |
| 1857                  | ↗1895                 |

## Состав
| № | Населённый пункт | Тип населённого пункта      | Население, 1989 | Население, 1999 | Население, 2009 |
| - | ---------------- | --------------------------- | --------------- | --------------- | --------------- |
| 1 | Акмечеть         | село                        | 476             | 491             | 432             |
| 2 | Разъезд 93       | разъезд (упразднён)         | 8               | 34              | 14              |
| 3 | Тастак           | станция                     | 317             | 379             | 415             |
| 4 | Тасты            | аул, административный центр | 792             | 953             | 1 034           |

## Экономика
В округе функционируют:
- 6 ТОО,
- 2 крестьянских хозяйств,
- 19 индивидуальных предпринимателей.

## Инфраструктура
Образование
- СШ № 14,
- СШ № 15,
- мини-центр «Айгөлек»,
- детский сад «Еркетай».

## Местное самоуправление
Аппарат акима сельского округа Тасты — аул Тасты, улица Амангельды Иманова, 15.
- Аким сельского округа — Сабыров Ержан Мухтарович.